# Promises (band)
Promises was een Amerikaanse popband, die werd opgericht in 1978 in Thousand Oaks, Californië.

## Bezetting
- Leslie Maria Knauer[2] (geb. 20 augustus 1957 in Vancouver)  zang
- Jed Knauer[3] (geb. 17 juli 1955 in Toronto)  gitaar, piano
- Benny (Benjamin) Knauer[4] (geb. 21 oktober 1958 in Vancouver)  zang, keyboards

## Geschiedenis
Vader Peter Knauer werd geboren in Hamburg en verhuisde eind jaren 60 met zijn kinderen van Canada naar Californië. Hij werd manager van de band en bespeelde de keyboards.
Promises werd geformeerd, opgenomen en geproduceerd door Steve Verroca, die het album van de band verhuurde aan EMI EAR Holland. In februari 1979 werd de softrocksingle Baby It's You een hit over de hele wereld, vooral in Europa, waar het nummer 4 in de Duitse hitlijsten bereikte en Promises ontving daar een gouden album voor de verkoop van meer dan 260.000 exemplaren. Het lied was ook enorm populair in Australië, grotendeels dankzij de programmering van de promotievideo op de zondagavond-tv-muziekshow Countdown. Het nummer werd vervolgens uitgebracht op een zeer populair verzamelalbum in die markt. Het bereikte ook nummer één in de Nieuw-Zeelandse singlehitlijst gedurende vijf weken. Baby It's You was ook een succes in Zuid-Afrika en verscheen ook in Volume 7 van de langlopende serie Pop Shop van dat land. De video kreeg ook veel airplay op de Zuid-Afrikaanse televisie. 
Omdat hun tweede single Lets Get Back Together veel minder succesvol was (alleen nummer 18 in Duitsland) en Leslie wilde dat de band meer een punkband zou worden, gingen ze uit elkaar. Er wordt vaak gezegd dat Promises een flop was in de Verenigde Staten, maar door meningsverschillen tussen EMI-EAR en Capitol Records in Los Angeles weigerde Capitol de band te contracteren en werd Promises nooit uitgebracht in de Verenigde Staten. Toen de band niet langer onder contract was bij EMI-EAR en onder de nieuwe manager Toby Mamis, gingen ze de studio in om een Amerikaans album op te nemen voor Capitol Records, geproduceerd door Jack Nitzsche. Producent Verroca had veel opnametrucs gebruikt voor Leslie's stem waarvan Nitzsche niet op de hoogte was, wat leidde tot wrijving met de nieuwe producent. Leslie stond erop volledige takes op te nemen zonder overdubs. De opnamesessies van het album werden vervolgens stopgezet en de band ging uit elkaar. 
Leslie Knauer (Knauer-Wasser tijdens een relatie met fotograaf Julian Wasser) voegde zich bij de band Roxy Roller en bracht een single uit met de voormalige Londense gitarist Lizzie Grey en werd later lid van de band Precious Metal (1983-1992), vertegenwoordigd door muziekadvocaat Stann Findelle, die hun eerste platencontract met PolyGram sloot en bij Chameleon Records ging opnemen. Leslie was later lid van Kanary (2004) en zong twee nummers voor de film Choke (2001) van Dennis Hopper. Leslie's dochter Alexi Wasser is een actrice. 

## Discografie

### Singles
- 1978: Baby It's You
- 1978: Who's Given It to Ya
- 1979: Let's Get Back Together
- 1979: Radio's On
- 1979: Ooh, Baby I Like It

### Albums
- 1978: Promises
- 1979: Real to Real